# 피아트니츠키사우루스
피아트니츠키사우루스는 메갈로사우루스과의 공룡에 붙은 속의 명칭이다. 피아트니츠키사우루스는 쥐라기 중기 남아메리카에 서식했다. 이 속은 베클스피낙스와 근연일 수도 있고 아닐 수도 있다. 부분적인 골격이 발견되었다.
모식종 피아트니츠키사우루스 플로레 시는 1979년에 호세 보나파르트에 의해 발견되었다.

## 외부 링크

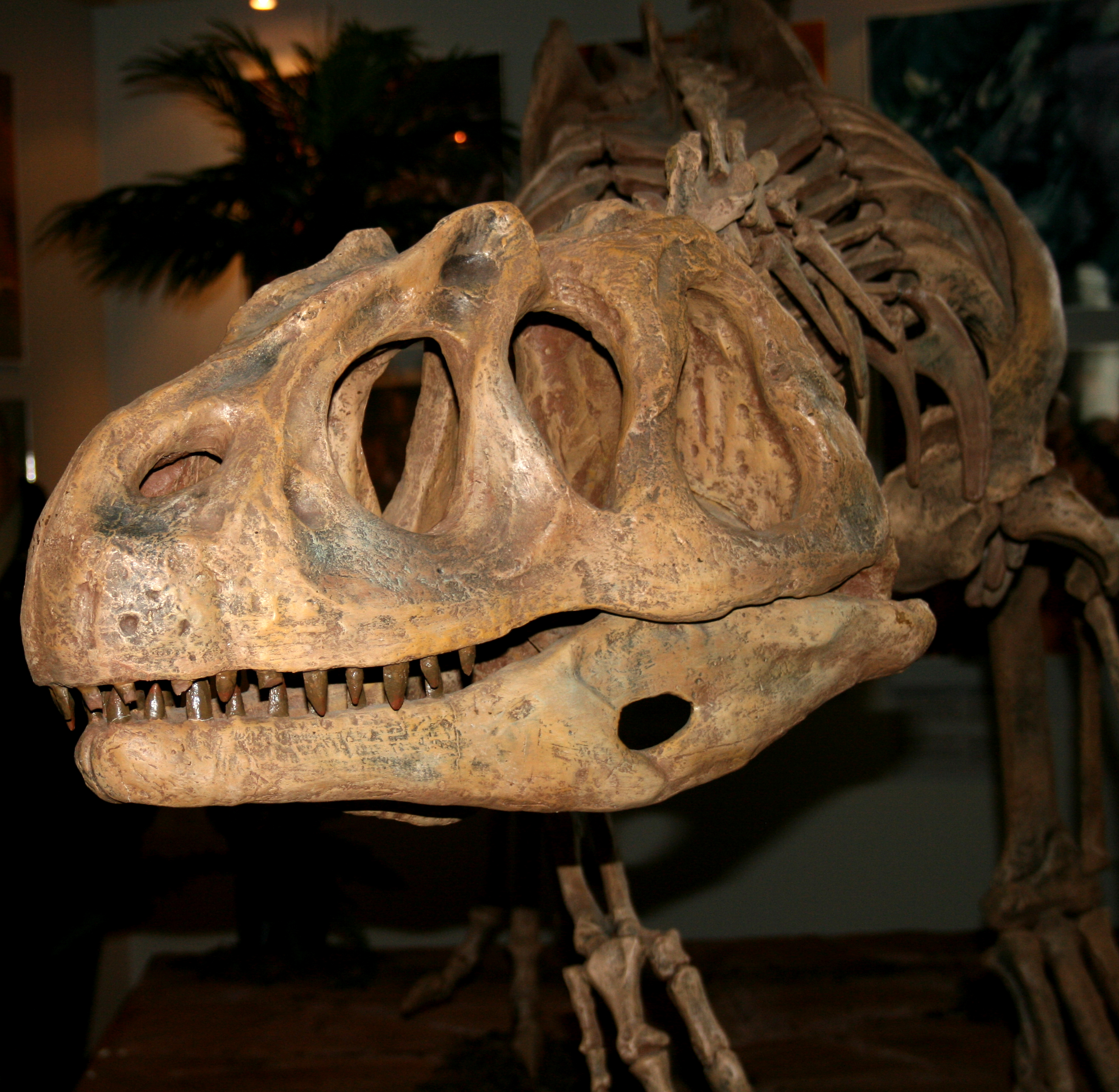
피아트니츠키사우루스 두개골.